# Чикирлеу
Чикирлеу (рум. Cicârlău) — село у повіті Марамуреш в Румунії. Адміністративний центр комуни Чикирлеу.
Село розташоване на відстані 417 км на північний захід від Бухареста, 13 км на захід від Бая-Маре, 102 км на північ від Клуж-Напоки.

## Населення
За даними перепису населення 2002 року у селі проживали 1834 особи.
Національний склад населення села:
| Національність | Кількість осіб | Відсоток |
| -------------- | -------------- | -------- |
| румуни         | 1814           | 98,9%    |
| угорці         | 19             | 1,0%     |

Рідною мовою назвали:
| Мова      | Кількість осіб | Відсоток |
| --------- | -------------- | -------- |
| румунська | 1822           | 99,3%    |
| угорська  | 11             | 0,6%     |